# Länsväg 156
Länsväg 156 är en 109 km lång länsväg som går mellan Vägskillnaden i Härryda kommun och Norra Unnaryd sydväst om Jönköping.
Vägen används mest för resor mellan orter längs vägen och till Göteborg eller Jönköping. Den ansluter till: riksväg 40, riksväg 41, länsväg 154, riksväg 27 och riksväg 26.

## Standard
Vägen är väster om Skene 8-9 m bred landsväg, och öster därom mestadels 6-7 m bred. 
Den passerar genom de centrala delarna av tätorterna Skene, Svenljunga och Tranemo plus några små orter, såsom Uddebo, Nittorp, Ljungsarp.

## Planer
Det finns planer på en förbifart förbi Skene, men det är ännu oklart när en sådan ska kunna stå klar. Den 12 mars 2021 tecknade Trafikverket, tillsammans med Marks kommun och Västra Götalandsregionen en avsiktsförklaring.

## Historia
Vägen fick nummer 111 när vägnummer infördes på 1940-talet, mellan dåvarande riksfemman i Härryda samhälle och länsväg 101 vid Norra Unnaryd, i stort sett exakt längs dagens sträckning. Numret ändrades till 156 i början av 1960-talet.